# Campylaspis alba
Campylaspis alba är en kräftdjursart som beskrevs av Hansen 1920. Campylaspis alba ingår i släktet Campylaspis och familjen Nannastacidae. Inga underarter finns listade i Catalogue of Life.